# Bygge- og teknikborgmester
Bygge- og teknikborgmester var til og med 2005 det populære navn for borgmester for Bygge- og Teknikudvalget i Københavns Kommune. Som led i en udvalgsreform i Københavns Kommune ændrede udvalget den 1. januar 2006 navn til Teknik- og Miljøudvalget, og formanden for udvalget kaldes nu for Teknik- og Miljøborgmester. 